# أرنولد بوكا موتو
أرنولد بوكا موتو (بالفرنسية: Arnold Bouka Moutou)‏ (مواليد 28 نوفمبر 1988) هو لاعب كرة قدم كونغولي فرنسي-الميلاد. يلعب حاليًا لصالح نادي أنجيه في الدوري الفرنسي الدرجة الثانية.

## وصلات خارجية
- أرنولد بوكا موتو على موقع رابطة كرة القدم الفرنسية للمحترفين (الإنجليزية)
- أرنولد بوكا موتو على موقع قاعدة بيانات كرة القدم.إي يو (الإنجليزية)
- أرنولد بوكا موتو على موقع ناشيونال فوتبول تيمز (الإنجليزية)
- أرنولد بوكا موتو على موقع Soccerway.com (الإنجليزية)
- أرنولد بوكا موتو على موقع AS.com (الإسبانية)